# Аска
Канако Ураи (浦井 佳奈子 Urai Kanako, родена на 26 септември 1981) е японска професионална кечистка.
Понастоящем работи с WWE под сценичното име Аска (明日華 Asuka), където е бивша Шампионка при жените на Първична сила. Преди това беше позната под името Кана (華名 Kana). Нейните техники включват много ритници и хватки за предаване, водейки до репутацията на закоравяла кечистка. Тя също е работила като независим графичен дизайнер и журналист на видео игри, и чрез работата си с Microsoft, тя бива спонсорирана от компанията, носейки лого на Xbox 360 на униформата си.
Започва професионалната си кеч кариера в компанията AtoZ през юни 2004, където остава до оттеглянето си през март 2006. Завръща се на ринга след година и половина, започвайки работа като фрийлансър за компании като JWP Joshi Puroresu, NEO Japan Ladies Pro Wrestling, Pro Wrestling Wave, Smash, Wrestling New Classic, и Reina Joshi Puroresu. Нейните постижения включват спечелените Титла в свободна категория на JWP, Отборна титла на NEO, Световна титла при жените на Reina, Титла на дивите на Smash, и Отборна титла на Wave.
През 2015 Ураи подписва развиваща се сделка с WWE. През 2015, Дейв Мелцер от Wrestling Observer Newsletter цитира, че Ураи „може би в най-добрата кечистка в WWE, сред мъжете и жените“.

## Професионална кеч кариера

### Ранна кариера (2004 – 2010)
Ураи, първоначално работейки като графичен дизайнер, решава да открие нова кариера в кеча, след като става фен на Кейджи Муто, Саторо Саяма, Йошиаки Фуджиуара, Антонио Иноки, Акира Маеда, Нобухико Такада, Масакацу Фунаки, Волк Хан и Минору Сузуки. Ураи, получава името „Кана“, прави своя професионален дебют в кеча в женската компания AtoZ на 6 юни 2004, в мач срещу Лео-на. Прекарва първата част от кариерата си в AtoZ, преди да обяви оттеглянето си заради хроничен нифритис на 19 март 2006. По време на отсъстването си от ринга Ураи отвори две нейни агенции по графичен дизайн. След като прекарва година и половина извън кеча, Ураи се завръща на 22 септември 2007, и започва да работи като фрийлансър за компании като Ice Ribbon, JWP Joshi Puroresu, NEO Japan Ladies Pro Wrestling, Pro Wrestling Wave и Pro Wrestling Zero1, докато също сформира групировката Страст червена с Нанае Такахаши, Нацуки☆Тайо, Рей и Юмико Хота в NEO, която става нейния нов дом в компанията. На 10 октомври 2009, Кана и Такахаши побеждават Хиройо Мацумото и Кйоко Иноуе за Отборните титли на NEO, първата професионална кеч титла на Кана. Стават носителки за два месеца, преди да загубят от Аюми Курихара и Йошико Тамура на 31 декември 2009. На 24 януари 2010, Кана обявява, че напуска Страст червена.

### Pro Wrestling Wave (2008, 2010 – 2015)
Кана прави няколко появи за Pro Wrestling Wave през 2008, но не започва да се бие обикновено за компанията до края на 2010, когато NEO Japan Ladies Pro Wrestling затвори. На 24 юли 2011, Кана побеждава Аюми Курихара във финалите, печелейки турнира Хвани вълната 2011. На 30 октомври, Кана и Курихара побеждават Ран Ю-Ю и Тошие Уемацу и печелят турнира Двойна шок вълна 2011, и стават първите Отборни шампионки на Wave. Докато е отборна шампионка с Курихара, Кана също обикновено се съюзява с Мио Шираи на Тройни опашки. С и на 1 февруари 2012, Курихара, Мика Иида и Шуу Шибутани стават официални членове на Тройни опашки. Четири дни по-късно, Кана и Курихара губят Отборните титли на Wave от Ран Ю-Ю и Тошие Уемацу. На 6 март, новата групировка Тройни опашки променя името си на Бели опашки, с връзка с главния зъл съюз на Wave, Черна далия. На 27 ноември, Кана побеждава Юми Ока в мач, след който тя се самопровъзгласява като „новото асо“ на Wave. На 17 февруари, Кана, като победителката на Хвани вълната 2011, получава мач в турнира за Индивидуалната титла на Wave, побеждавайки Мио Шираи в полуфиналите. На 17 март, Кана бива победена във финалите на турнира от Юми Ока.
На 21 април, Кана и Мио Шираи побеждават Мисаки Охата, и Цукаса Фуджимото, печелейки Отборните титли на Wave, получавайки първите титли за Тройни опашки. С. Правят първата си успешна защита на 7 юли срещу Фуджимото и Кюсеи Сакура Хирота. На 12 юли, групировката Белите опашки участват в последното си събитие преди разпадането на групата, по време на което Кана се би срещу скоро-оттеглящата се Аюми Курихара до десетминутно лимитно равенство на времето. Три дни по-късно, Кана и Шираи губят Отборните титли на Wave от Шидарезакура (Хикару Шида и Юми Ока) в тяхната втора защита. От 1 септември до 6 октомври, Кана участва в турнира Двойна шок вълна 2013, където е партньор с Юми Ока. Отбора стига чак до финала на турнира, преди да загуби от Лос Авентурерас (Аяко Хамада и Юу Ямагата) в троен мач, който включва Мускулна Венера (Хикару Шида и Цукаса Фуджимото). През юли 2015, Кана стига до полуфиналите на турнира Хвани вълната 2015, но бива победена от евентуалната победителка на турнира Юми Ока.

### Smash (2010 – 2012)
Кана прави своя дебют за новата компания Smash на Йошихиро Таджири на 25 юни 2010, губейки от Сюри в главния мач на Удар.4. След мача Кана оставя залата с усмивка и по-късно предизвиква Сюри на реванш, който стана официален на 30 юни. Реванша се провежда на 24 юли на Удар.5, където Кана, сега напълно злодей, побеждава Сюри чрез предаване само за три минути. Като част от опита да се издигне като главния злодей, Кана пише манифест за списание Weekly Pro-Wrestling, което бива публицирано на 4 август, където тя напада цялата джоши пуроресу общност, твърдейки че е пълна с кечистки без изтъкнатост и с лошо отношение, които се бият по нереалистичен начин. Статията оставя конфронтация между Кана и кечистките от компанията JWP Joshi Puroresu на 30 август на Удар.7, но никога не довежда до директен мач. След това Кана започва да враждува с Таджири, което довежда до мач между мъж и жена на 24 декември на Случваща се вечер, където Таджири печели. след загубата, Кана отново се появява на 29 януари 2011, като лидера на групировката Тройни опашки със сестрите Шираи (Ио и Мио), определяйки се като „Sekai no Kana“ (буквално „Световно-известната Кана“). след това Кана продължаваше да работи срещу противоположния пол, побеждавайки Джесика Лов на 30 януари 2011, партнирайки със сестрите Шираи, побеждавайки Таджири, Кен Ока и Йошиаки Яго на 25 февруари, и губейки от Фунаки на 31 март.
През април Кана започна да враждува с бившата кечистка на WWE Серина, след коментар, който тя прави, наричайки Кана талантлива „аматьорска“ кечистка, докато тя самата е работила за най-голямата компания в света. В отговор, Кана се закле, че ще накара Серина да я уважава. Първата среща между тях става на 30 април на Удар.16, когато Серина партнира с Макото и Сюри, побеждавайки Тройни опашки в отборен мач между шест жени, когато Серина тушира Кана с финалния си ход, копие. На 3 май на Удар.17, Серина побеждава Кана с копие в първия индивидуален мач между тях. На следващото събитие на 9 юни, Smash започва турнир, определяйки първата шампионка на дивите на Smash. В първия кръг Кана побеждава Лин „Кучката“ Байрън. На 11 август на Удар.20, Кана побеждава Сюри, довеждайки реванш със Серина във финалите на турнира. На 8 септември, Кана побеждава Серина и става първата шампионка на дивите на Smash. На 24 ноември на Удар.23, Кана губи Титлата на дивите на Smash от Томока Накагауа в първата ѝ защита. На 19 януари 2012 на Ние сме Удар, Кана побеждава Накагауа в реванш и си връща титлата. Отново губи титлата в първата си защита, когато загуби от Сюри на 19 септември на Удар.25, след което двете дългократни съпернички се прегръщат и се смирят взаимно. На 14 март, Smash проведе Удар. Финал, последното събитие на компанията, преди прекратяването на дейностите си, по време на което Кана партнира с Ултимо Дракон и победиха Ментало и Сюри в отборен мач.

### Съединени щати (2011 – 2014)
На 3 август 2011, се обявява че Кана ще прави своя дебют в Съединените щати в началото на октомври, работейки в женската компания Shimmer Women Athletes на 1-ви и 2-ри, и за Chikara на 7-и и 8-и. В дебюта ѝ за Shimmer на Том 41, Кана беше показана в ранни сегменти, игнорирайки посрещането на Сара Дел Рей и Мажоретката Мелиса, с това затвърдявайки, че е злодей. По-късно, тя побеждава Мия Йм в първия ѝ мач в компанията. По-късно на същия ден, на Том 42, Кана побеждава Дел Рей чрез предаване. На следващия ден, на Том 43, Кана губи от Мажоретката Мелиса в мач, определяйки главната претендентка за Титлата на Shimmer. По-късно на същия ден, Кана победи ЛуФисто на Том 44 в последия ѝ мач за уикенда, след разтрепери ръката на ЛуФисто. На следващия уикенд Кана дебютира за Chikara, побеждавайки Джеси Маккей в първия ѝ мач на 7 октомври в Бърлингтън, Северна Каролина. На следващия ден Кана губи от Сара Дел Рей в главния мач на шоуто в Кингспорт, Тенеси. На 19 февруари 2012, Shimmer Women Athletes обявяват, че Кана се завръща в компанията на 17 март. В нейното завръщане, на Том 45, сега като добра, партнира с ЛуФисто в отборен мач, където губят от Хейли Хатред и Каламити. По-късно на същия ден, на Том 46, Кана губи от Мерседес Мартинез. На следващия дена, на Том 47, Кана и ЛуФисто побеждават Кристина Вон Ери и МисЧиф в отборен мач. след това Кана побеждава Кели Скейтър на Том 48, в последния ѝ мач за уикенда.
Кана се завърна на Shimmer на 27 октомври 2012, когато тя и ЛуФесто неуспешно предизвикват Канадските НИНДЖИ (Никол Матюс и Порша Перез) за Отборните титли на Shimmer като част от Том 49. По-късно на същия ден, на Том 50, Канан губи от Аюко Хамада. На следващата вечер, на Том 50, Кана побеждава Атена. По-късно на същия ден, на Том 51, Кана, в последния ѝ мач за уикенда, партнира с ЛуФисто в отборен мач, където губят от Производство в Грях (Алисън Кей и Тейлър Мейд). На 6 април 2013, на интернет pay-per-view турнира Том 53, Кана и ЛуФисто неуспешно предизвикват Канадските НИНДЖИ за Отборните титли на Shimmer в четворен мач, който също включваше Глобалните зелени гангстери (Кели Скейтър и Томока Накагауа) и Производство в Грях. Кана се връща индивидуално седмица по-късно на 1 април на записването на Том 54, където тя побеждава Джеси Маккей. По-късно на същия ден на Том 55, Кана губи от Медисън Ийгълс в друг индивидуален мач. На следващия ден, Кана първо побеждава Аяко Хамада, Мерседес Мартинез и Юу Ямагата в четворен мач на Том 56, преди да завършва своя уикенд с победа над Каламити в индивидуален мач на Том 57. На завръщането си в Shimmer на 19 октомври на Том 58, на Кана и ЛуФисто бива даден друг шанс за Отборните титли на Shimmer, но загубват от защитаващите шампионки, Глобалните зелени гангстери. Кана се завръща в Shimmer на 18 октомври 2014, неуспешно предизвиквайки Мажоретката Мелиса за Титлата на Shimmer на Том 67.

### Wrestling New Classic (2012)
На 5 април 2012, Таджири обявява продължаващата компания на Smash, Wrestling New Classic (WNC), която ще провежда първото си събитие на 26 април, и обявява Кана като част от състава на компанията. За пръв път от 2006, когато се свърза с AtoZ, Кана подписва договор, правейки WNC нейния нов дом в компания, официално приключвайки работата ѝ като фрийлансър, докато сделката позволява да работи за Pro Wrestling Wave и да се бие в нейни собствени независими събития. На 26 април, на първото събитие на WNC, Преди зората, Кана и Мио Шираи участват в отборен мач, където побеждават Макото и Сюри, в който Кана тушира Макото. След мача, Кана вербално атакува Макото, довеждайки обръщане на гръб от Шираи, заставайки с Макото. На второто събитие на WNC, Наново на 24 май, Кана кара Макото да се предаде в отборен, където тя партнира със Сюри, а Макото с Рихо, заместничка на Мио Шираи. Два дни по-късно, на Давай! Давай! Запад: Осака, Кана отново кара Макото да се предаде, но този път в индивидуален мач. На другия ден, на Давай Давай! Запад: Хирошима, Кана оглавява първото ѝ събитие на WNC, когато тя, Майки Уипрек и Таджири губят в отборен мач между шестима от Акира, Дейв Финли и Сюри. На 17 юни, Кана участва в първото си събитие на Кана Про в сътрудничество с WNC, където тя и Кеничи Ямамото губят в главния мач от Дайсуке Икеда и Сюри. Враждата между Кана и Макото продължава на следващото събитие на WNC на 22 юни, където Макото приключва нейната серия от загуби като тушира Кана в отборен мач, където Кана партнира със Сюри, а Макото с Мио Шираи. На 15 юли, Кана побеждава Шинаи в индивидуален мач, след който разгорещен момент с Макото, която не участва заради счупена си китка.
По-късно на същото събитие, неспокойния съюз със Сюри приключва, когато Сюри обърна гръб на Кана, след като губи оъ Аюко Хамада, и се присъединява към новата зла групировка сформирана от Акира и СтарБък. Първия мач между Кана и Сюри откакто тогава се провежда в главния мач на събитието на WNC на 2 август, където Сюри, Акира и СтарБък побеждават Кана Хаджиме Охара и Таджири. На 30 август, Кана, Майки Уипрек и Таджири губят в Смъртен мач с бодлива тел от Сюри, Акира и СтарБък. Кана, Уипрек и Таджири отново губят в реванш на следващия ден в Осака, преди да спечелят на втория реванш на 1 септември в Тойохаши, приключвайки серията от победи на злото трио. В главния мач на събитието на WNC на 17 септември, Кана получава голяма победа над Сюри, побеждавайки чрез предаване в отборен мач, където тя партнира с Таджири, а Сюри с Акира. На следващия ден, Кана и Макото, които споделят един и същ рожден ден, провеждат пресконференция да обявят, че те се събират за да проведат събитие в Шинджуки Фейс на 9 септември, празнувайки техните 31 и 23 рождени дни. На 20 септември, Кана губи от Акира в мач между мъж и жена на Каракуен Хол. На 9 ноември, Кана и Макото провеждат първото МакоКана Про събитие. В началото на събитието, двете заедно партнират в отборен мач, където губят от отбора Айс Рибон на Хамуко Хоши и Хикару Шида. По-късно, в главния мач, Кана партнира с Кагецу от Sendai Girls' Pro Wrestling в груг отборен мач, биейки се срещу Сюри и Ариса Накаджима от JWP до трийсетминутно лимитно равенство на времето. Мача бива маркиран като първата среща на Кана и Накаджима, които започват кариерите си в AtoZ. На 26 ноември, Кана участва в турнир за Титлата при жените на WNC, побеждавайки Макото в първия кръг. Два дена по-късно, Кана бива елиминирана в полуфиналите на турнира от Наджиса Нозаки, след намеса от съотборничката ѝ от Кабушики гайша Ди Кю Ен, Джиро Корошио. След мача, Кана обявява, че напуска WNC и отново става фрийлансър, твърдейки че не ѝ се плащало и че не може да се свърже с президента на компанията Цутому Такашима. WNC официално освобождават Кана от договора ѝ на 4 декември.

### Reina Joshi Puroresu (2014 – 2015)
На 30 август 2014, Кана започва да работи за Reina Joshi Puroresu като сюжетен „консултант“. След като Кана използва силата си да отстрани Световните отборни титли на Reina от Ария и Макото, тя и Ариса Накаджима стават новите отборни шампионки на 20 ноември след като побеждават Лин Байрън и Сюри във финална на турнира, където Сюри бива предадена от собствената си партньорка, на която ѝ бе платено от Кана. На 26 декември, Кана побеждава Сюри, печелейки Световната титла при жените на Reina. След победата, Кана обявява ще реформира Reina като новата „главна продуцентка“ на компанията. В началото на 2015, Кана прави своя собствена групировка, първоначално кръстена Кана-гън („Армията на Кана“), но по-късно името бива сменено на Пиеро-гън („Армията на Клоуна“), след като членовете носеха клоунския грим на Кана. Членовете на групировката, включват кечистките Макото и Рина Ямашита, чужденките Алекс Лий, Кат Пауър и Ла Команданте и кечистите Херкулес Сенга и Юко Миямото. На 12 януари 2015, Кана и Накаджима, правя първата си успешна защита на Световните отборни титли на Reina срещу Гоя Конг и Мунйеса де Плада. На 25 февруари на КанаПроМания: Надмощие, Кана и Ариса Накаджима губят Световните отборните титли на Reina от Хикару Шида и Сюри. На 25 март, Кана губи своята позиция като Главна продуцентка на Reina от Шида, след като тя и нейните съотборници Кат Пауър и Юко Миямото губят в отборен мач между шестима от Шида, Широ Кошинака и Зевс. През май, Кана прави първите си успешни защити на Световната титла при жените на Reina срещу Мексикански кечисти, побеждавайки Гитана на 17 май, и Рейна Исис на 29 май. На 13 юни, Кана прави своята трета успешна защита на титлата срещу Яко Фуджигасаки. На 21 август, предстоейки ѝ да напусне компанията, Кана обявява, че освобождава Световната титла при жените на Reina. Учасъва в последния си мач за компанията на 4 септември, когато тя и Сюри побеждават Конами и Макото в отборен мач.

### Други компании (2010 – 2015)
На 29 април 2010, Кана провежда своето първо самопродуцирано събитие, на име Кана Про, в което губи от Мейко Сатомура в главния мач за вечерта. На 19 юни, Кана сформира групировката Тройни опашки с Ио и Мио, сестрите Шираи, и заедно те работят за няколко компании в Япония. Второто събитие на Кана Про се провежда на 10 януари 2011, и в него Кана и Юки Ишикауа губят от Карлодс Амано и Йошиаки Фуджиуара в главния мач. Тройни опашки също проведжат техни собствени шоута, между 3 февруари и 8 май 2011. Третото събитие на Кана Про се проведе на 24 септември и в него Кана загуби от Кенго Машимо в главния мач. На 29 октомври, Кана бива избрана като осмата президентка на 666, малка независима компания за която се би миналата годин. На 5 ноември, Кана участва в последното събитие, проведено от компанията Battlarts, побеждавайки Аки Шизуки.
На 11 март 2012, Кана дебютира за компанията DDT Pro-Wrestling, уаствайки в десетминутна кралска битка между осем души за Титлата в тежка категория на Железния човек. Пет минути от мача, Кана тушира Майкъл Наказауа и печели Титлата. Само 50 секунди до края на мача, губи титлата от Антонио Хонда, но си я връща чрез предаване със само 22 секунди до края на мача. На 8 април, Кана защитаваше титлата в друга десетминутна кралска битка. По време на мача, Кена губи титлата два пъти от Майкъл Наказауа и веднъж от Кеита Яно, но всеки път успява да си връща, издържайки с нея до края на мача, сега като петократна шампионка. На 25 април, Кана прави първата си поява за Айс Рибон от три години, когато тя партнира с Аки Шизуки, побеждавайки Ейприл Дейвис и шампиона ICE×60 Хикару Шида. На 30 април, Кана губи Титлата в тежка категория на Железния човек от Аюми Курихара на събитие на Pro Wrestling Wave в отварящия мач на турнира Хвани вълната 2012. На 5 май, на Ice Ribbon събитието Златна лента 2012, Кана побеждава Хикару Шида в мача без заложба. На 12 май, Кана прави своя мексикански дебют, когато участва в събитието на Toryumon Mexico ДроконМания 7, побеждавайки Сюри. В началото на юли, Кана и Мио Шираи участват в Япония Експо 2012 в Париж, Франция. Кана се върна в Ice Ribbon на 20 октомври, когато партнира на новия шампион ICE×60 Мио Шираи в главния отборен мач, където те побеждават Маки Нарумия и Цукаса Фуджимото.
След нейното напускане през декември 2012 от WNC, Кана започва да прави обикновени появи за Ice Ribbon и JWP. В сюжет, тя бива донесена в JWP от нейната приятелка Ариса Накаджима, за голямо огорчение на президента на компанията Команд Болшой, който бива един от борците разстроен от нейния манифест през 2010. На 24 февруари 2013, Тройни опашки. С провеждат тяхното първо самопродуцирано събитие о девет месеца, в което Кана и Мио Шираи се бият срещу Ариса Накаджима и Аяко Хамада в главния отборен мач. На 5 май, Кана прави друга поява за JWP, карайки шампионката в свободна категория на JWP Ариса Накаджима в отборен мач, където тя и Райдийн Хагане се бият срещу Накаджима и Нана Кауаса. След мача, Кана и Накаджима се сбиват, като Накаджима твърдейки че тя защитава всеки от джоши срещу Кана. До предстоящото оттегляне на Аюми Курихара, тя и Кана се събраха на 26 юли да проведат независимото събитие „кенАю“, в което Кана и Генки Хоригучи Ейч. Ей. Джии. Мии!! губят от Курихара и Масааки Мочизуки в главния отборен мач. На 18 август, Кана се завръща за JWP и побеждава Ариса Накаджима, ставайки новата шампионка в свободна категория на JWP. След победата, Кана, играейки като злодея аутсайдер, намазвайки лицето на Накаджима с грим, преди да злорадства за постигането на главната титла на JWP по време на събитието в пмет на Плум Марико. Кана прави своята първа защита на титлата на 16 септември срещу тогавашната Младши шампионка на JWP и шампионка на POP Манами Кецу. Кана прави своята втора успешна защита на 4 октомври срещу Отборната шампионка на JWP и Отборната шампионка при жените на Дневните спортове Ханако Накамори. Докато продължава фа говори с мръсна уста за JWP и техните кечисти, Кана също участва в сюжет, където започва да твърди, че е влюбена Ариса Накаджима, много объркващо за бившата шампионка. Като част от сюжета, Кана отказва да защитава титлата срещу Кайото Харуяма и Лион, и вместо това избира Накаджима за новата претендентка. На 5 декември на годишното събитие на JWP на края на годината, Климакс, Кана загубва Титлата в свободна категория на JWP от Накаджима в третата ѝ защита.
На 7 декември 2013, Кана и Мио Шираи обявяват, че разделят Тройни опашки. С, с тяхното последно самопродуцирано независимо събитие в началото на 2014. На 25 февруари 2014, Кана продуцира независимото събитие, КанаПроМания е Каракуен Хол, в което тя побеждава Мейко Сатомура в главния мач. На 6 април, Кана участва в странен женски мач продуциран от Pro Wrestling Noah, побеждавайки представителката на JWP Рабит Миу. На 15 май, Кана и Мио Шираи продужираха последното независимо събитие на Тройни опашки. С, преди официално да разделят приятелството си, което включваше главен отборен мач, където Кана и Накаджима побеждават Кайоко Харуяма. Следващото Кана Про събитие се провежда на 16 юни в Коракуен Хол, където Кана и Наомичи Маруфуджи губят от Мейко Сатомура и Минору Сузуки в главния отборен мач между мъже и жени.
На 5 октомври 2014, Кана прави специална поява за All Japan Pro Wrestling, партнирайки с Мика Иида в отобрен мач, където губят от Шуу Шибутани и Юми Ока. Следващото Кана Про събитие се провежда на 7 октомври в Коракуен Хол и в него Кана бива туширана от Сюри в главния отборен мач, къдерто тя партнира с Минору Сузуки, а Сюри с Йошиаки Фуджиуара.
На 8 юли 2015, Кана обявява, че на следващото събитие на 15 септември КанаПроМания, тя ще отсъства от кеча за неопределено време. Кана посочва, че е искала да опита нещо ново след кеч за десет години, докато пропуска слуховете, че е бременна. След като разкрива, че е подписала с WWE, Кана се бие в последния си мач в Япония на 15 септември на КанаПроМания: Пулс, където тя партнира с Хикару Шида и Сюри в отборен мач между шест жени, в който побеждават Ариса Накаджима, Рина Ямашита и Рьо Мизунами.

### WWE (от 2015 г.)
На 22 август 2015 Ураи посещава събитието на WWE NXT Завземане: Бруклин в Бруклин, Ню Йорк, където тя бива показана в публиката и спомената като „Кана“. Появата остави спекулации, че Кана е подписала с WWE. На 27 август, бива потвърдено, че Ураи е подписала с WWE няколко седмици по-рано. Урай и WWE провеждат пресконференция на 8 септември в Токио, потвърждавайки подписването ѝ с развиващата се територия на WWE, NXT, където бива уредено да се бие от края на месеца.
Ураи се появява на 10 септември на записването на NXT, където нейното ново име беше обявено като „Аска“. Името е в почит на Японския кеч ветеран Лионес Аска. Нейната дебютна поява, която се излъчва на 23 септември, приключва след прекъсването от Дейна Брук и Ема, което довежда до дебюта ѝ на ринга на 7 октомври на NXT Завземане: Респект, където побеждава Брук. Докато продължаваше да отбелязва победи над някои кечистки, включително участничка от главния състав Камерън, Аска продължава да враждува с Брук и Ема, което довежда до мач между Аска и Ема на NXT Завземане: Лондон на 16 декември, където Аска отново побеждава.
На 13 януари 2016, в епизод на NXT, Аска участва в кралска битка за главна претендентка за Титлата при жените на NXT на Бейли, която бива спечелена от Кармела. На епизода на 10 февруари, Аска спасява Кармела от Ива Мари и Ная Джакс след загубата ѝ от шампионката при жените на NXT Бейли. След това, Аска изгледа Бейли, показвайки че иска мач за титлата. След като Аска и Бейли побеждават Бейли и Джакс в отборен мач на 16 март, мач за Титлата при жените на NXT между двете става официално обявен от Уилям Ригъл. На 1 април на NXT Завземане: Далас, Аска побеждава Бейли чрез техническо предаване и печели Титлата при жените на NXT за пръв път. На 8 юни, на NXT Завземане: Край, тя успешно защитава титлата срещу Ная Джакс.

## Друга медия
Урай е пуснала три DVD гравюри, наречени Манифест (マニュフェスト Manyufesuto, 2011),Манифест 2 (マニュフェストII Manyufesuto II, 2012), и Манифест Финал (マニフェスト Final Manifesuto Final, 2015). Тя и Мио Шинаи също са пуснали DVD гравюра заедно, наречена Садистични опашки (2012).

## Личен живот
Ураи е завършила Osaka University of Arts Junior College. Тя е редактор на Списание Xbox и проектира графики за Nintendo DS и различни мобилни приложения, докато има собствен фризьорски салон, наречен Друг Рай в Йокохама. Ураи е фен на американската култура и медия, включително банди катоцUrai is a fan of American culture and media, including bands such as Guns N' Roses, Aerosmith и Bon Jovi, филми като Кръстникът, Гран Торино, Взвод и Танцуващият с вълци и видео игри като Call of Duty, серии и игри от Rockstar Games. Преди кариерата ѝ в кеча Ураи е спортувала бадминтон и фигурно пързаляне.

## В кеча

### Финални ходове
Като Аска
- Asuka Lock[9] (Crossface chickenwing в bodyscissors)[209]
- Spin kick[11][211][226]

Като Кана
- Billiken (Running hip attack в лицето на седнал опонент)[2]
- Henkei Zombie-gatame (Leg trap camel clutch)[227][228][229] – 2013 – 2014
- Kanagon (Grounded dragon sleeper)[2]
- Kana Lock[230] (Crossface chickenwing с bodyscissors)[2][59][60][176]
- Seated Fujiwara armbar[231][232]

### Ключови ходове
Като Аска
- Ankle lock[233][234][235][236]
- Flying cross armbar[209][212][233][234]
- Hip attack[211][217][233][235]

Като Кана
- Back fist[19][21][22][237]
- Diving splash[1][2]
- Multiple hip attack variations[1][2]
- Roundhouse kick,[238][239][240][241] понякога в главата на седнал, коленичещ или изправящ се опонент[119][161]
- STF[1]

### Прякори
- „Кана-чан“[1]
- „Секаи но Кана“[126] / „Световно-известната Кана“[70]
- „Императрицата на утрото“[9]

### Входни песни
- „Sakura Wars Theme“ на Chisa Yokoyama[1]
- „The Sun Rises“ на Rei Kondoh[225]
- „Sadism“ на Tsutomu Toya[242] (използвана, докато е в отбор с Мио Шираи)
- „The Future“ на CFO$[243] (NXT)

### Треньор
- Конами[244]

### Титли и постижения
- DDT Pro-Wrestling
  - Шампионка в Тежка Метална Категория на Железния човек (5 пъти)
- JWP Joshi Puroresu
  - Шампионка в Отворена Категория на JWP (1 път)
  - Най-добра награда (2013) срещу Ариса Накаджима за 15 декември
  - Враг награда (2013)
- Kuzu Pro
  - Шампионка на дивите на Kuzu Pro (1 път)
- NEO Japan Ladies Wrestling
  - Отборна шампионка на NEO (1 път) – с Нани Такахаши
- Osaka Joshi Pro Wrestling
  - Еднодневен турнир за тагове (2011) – с Мио Ширай
- Pro Wrestling lllustrated
  - PWI Female 50 я класира на No.3 от топ 50 жените единични кечистки през 2016
- Pro Wrestling Wave
  - Отборна шампионка на Wave (2 пъти) – с Аюми Курихара (1) и Мио Ширай (1)
  - Улавяне на вълната (2011)
  - Двойна ударна вълна (2011) – с Аюми Курихара
- Reina Joshi Puroresu
  - Световна Отборна шампионка на Reina (1 път) – с Ариса Хакаджима
  - Световна шампионка при жените на Reina (1 път)
  - Победителка в Турнира за Световните Отборни Титли на Reina (2014) – с Ариса Хакаджима
- Smash
  - Шампионка на дивите на Smash (2 пъти)
  - Победителка в Турнира за Титлата на дивите на Smash (2011)
- WWE
  - Кралско меле (2018 при жените, първа)
  - Шампионка при жените на Първична сила (2 пъти)
  - Шампионка при жените на Разбиване (1 път)
  - Шампионка при жените на WWE (1 път)
  - Отборна шампионка при жените на WWE (4 пъти) – с Кайри Сейн (2), Шарлът Флеър (1) и Алекса Блис (1)
  - Договора в куфарчето (2020)
- WWE NXT
- Шампионка при Жените на NXT (1 път)
- Край на Годишните награди на NXT (3 пъти)
  - Женско Състезание на годината (2016, 2017)
  - Общ Конкурент на годината (2017)